# Ira Reiss
Ira Leonard Reiss (8 de dezembro de 1925 - 9 de janeiro de 2024) foi um sociólogo americano com interesses principais em estudar a forma como a sociedade impacta as atitudes e comportamentos sexuais e como as pessoas respondem a essas pressões. Ele também tinha interesse no estudo de gênero e família, especialmente no que se refere à sexualidade.
O principal objetivo de Reiss era promulgar uma visão ampla da ciência e moldar o estudo da sexualidade para se adequar a essa perspectiva pluralista do trabalho científico. Ele enfatizou a importância de construir explicações teóricas porque sentiu que a teoria abre caminhos que nos permitem compreender e conter as nossas muitas áreas problemáticas sexuais.